# 古魯安加德
古魯安加德（古木基文：ਗੁਰੂ ਅੰਗਦ，1504年3月31日—1552年3月29日）是錫克教第二代古魯。他曾与锡克教创始人古魯那納克会面，並在之後成为锡克教教徒。
1539年古魯那納克去世後，古魯安加德成為锡克教的領袖。在此期間他確立了古木基文在錫克教中的地位 。